# AFL sezona 1964.
AFL sezona 1964. je bila peta po redu sezona AFL lige američkog nogometa. Završila je 26. prosinca 1964. utakmicom između pobjednika istočne divizije Buffalo Billsa i pobjednika zapadne divizije San Diego Chargersa u kojoj su pobijedili Billsi rezultatom 20:7 i tako osvojili svoj prvi naslov prvaka AFL-a.

## Poredak po divizijama na kraju regularnog dijela sezone
| Istočna divizija |     |     |     |      |     |     |
| Momčad           | Pob | Por | Ner | %    | P+  | P-  |
| Buffalo Bills*   | 12  | 2   | 0   | 85.7 | 400 | 242 |
| Boston Patriots  | 10  | 3   | 1   | 76.9 | 365 | 297 |
| New York Jets    | 5   | 8   | 1   | 38.5 | 278 | 315 |
| Houston Oilers   | 4   | 10  | 0   | 28.6 | 310 | 355 |

| Zapadna divizija    |     |     |     |      |     |     |
| Momčad              | Pob | Por | Ner | %    | P+  | P-  |
| San Diego Chargers* | 8   | 5   | 1   | 61.5 | 341 | 300 |
| Kansas City Chiefs  | 7   | 7   | 0   | 50.0 | 366 | 306 |
| Oakland Raiders     | 5   | 7   | 2   | 41.7 | 303 | 350 |
| Denver Broncos      | 2   | 11  | 1   | 15.4 | 240 | 438 |

Napomena: * - ušli u doigravanje, % - postotak pobjeda, P± - postignuti/primljeni poeni

## Doigravanje

### Prvenstvena utakmica AFL-a
- 26. prosinca 1964. Buffalo Bills - San Diego Chargers 20:7

## Nagrade za sezonu 1964.
- Najkorisniji igrač (MVP) - Gino Cappelletti, wide receiver, Boston Patriots

## Statistika po igračima
- Najviše jarda dodavanja: Babe Parilli, Boston Patriots - 3465
- Najviše jarda probijanja: Cookie Gilchrist, Buffalo Bills - 981
- Najviše uhvaćenih jarda dodavanja: Charley Hennigan, Houston Oilers - 1546